# Caro diario
Caro diario fou una pel·lícula del director italià Nanni Moretti, produïda el 1993. Va ser premiada al Festival de Canes amb la Palma al millor director. Ha estat doblada al català.

## Argument
Vida i opinions de Nanni Moretti, filmades per ell mateix i repartides en tres episodis. En el primer d'ells, el cineasta s'acosta a la quotidianitat de Roma durant el mes d'agost, i ofereix una nova mirada a la capital italiana a través del seu recorregut en moto. En el segon, visita Gerardo, un amic intel·lectual que porta onze anys vivint a l'illa de Lipari; junts recorren altres illes, com Salina, Stromboli, Panarea i Alicudi. A l'últim capítol, el realitzador roda la seva pròpia quimioteràpia i el recorregut per hospitals i especialistes incapaços de diagnosticar-li la causa d'unes picors insuportables.

## Repartiment
- Nanni Moretti: Ell mateix
- Renato Carpentieri: Gerardo
- Antonio Neiwiller: L'alcalde de Stromboli
- Giovanna Bozzolo
- Sebastiano Nardone
- Antonio Petrocelli
- Giulio Base
- Jennifer Beals: Ella mateixa

## Fitxa tècnica
- Títol original: Caro diario
- Direcció: Nanni Moretti
- Guió: Nanni Moretti
- Música: Nicola Piovani
- Data de sortida: 1993
- Gènere: autobiogràfic
- Durada: 100 minuts

## Crítica
- "Imprescindible"[3]
- "Bon cinema (...) El primer capítol; magistral"[4]

## Nominacions
- César a la millor pel·lícula estrangera